# 神職奉務規則
神職奉務規則（しんしょくほうむきそく）は、「官国幣社以下神社神職奉務規則」（大正2年内務省訓令第9号）の通称。
官国幣社以下の神社の神職の服務に関する規定である。
全11条。1913年（大正2年）4月21日公布、同日施行。GHQの神道指令が発せられてことに伴い、1946年2月2日内務省訓令第9号により廃止された。

## 概要
神官（伊勢神宮の神職のみ）及び神職は、国家から任命され、官吏または官吏の待遇を受け、官職を奉じて事務に従事し職責を全うする義務がある。
したがって国家によって定められた規律に服さなければならず、服務に関しては官吏服務規律がある。
神官は文官であるから一般官吏と同じく文官分限令、文官懲戒令が適用されるが、神職は官吏「待遇」であって文官分限令は適用されないが、職務の性質上他の官吏とは自ずから異なるものがあるとして本規則が制定された。

## 規定内容の要旨
以下の通り。
1. 神職は国家の礼典に則り国家の祭祀に従うべき職司であるから、平素から国典を修め国体を弁じ、操行を正しくして本務を尽くさなければならない。
2. 祭祀は国家彝倫（いりん）の標準であるから、斎粛恭敬を旨として報本反始（ほうほんはんし）の誠意を表わし、祭典は規制に拠りこれを行ない、非常の事故のある場合の他みだりにその次第を変更し、またはその時間を伸縮すべきでない。
3. 神職はやむを得ない場合のほか、その奉仕神社所在地の市町村内に居住しなければならない。
4. 社殿および境内の清潔修理に注意し、神社の尊厳を保持することに務め、火災盗難等の予防については周到厳密を期し、あらかじめ取締方法を定めて常に警戒注意をなさなければならない。神社所蔵の宝物、貴重品、古文書等については格護の方法を設け、常にその整理保存に注意すべきである。
5. 神社金穀の出納および財産の管理に関し、平素から会計収支を明確にし、いやしくも公私混淆の嫌があってはならない。
6. 常に境内の樹木について森厳なる風致を保つことに務め、殊にその所属山林は保護植栽を懈（おこた）ってはならない。